# Chilostoma
Chilostoma é um género de gastrópode  da família Helicidae.
Este género contém as seguintes espécies:
- Chilostoma cingulellum
- Chilostoma rossmaessleri
- Chilostoma trizona
- Chilostoma ziegleri